# Ophirosturmia cincta
Ophirosturmia cincta är en tvåvingeart som beskrevs av Townsend 1911. Ophirosturmia cincta ingår i släktet Ophirosturmia och familjen parasitflugor.
Artens utbredningsområde är Peru. Inga underarter finns listade i Catalogue of Life.